# Koubia (prefektur)
Koubia är en prefektur i Guinea.   Den ligger i regionen Labé Region, i den centrala delen av landet, 300 km nordost om huvudstaden Conakry. Antalet invånare är 114 366. Arean är 2 800 kvadratkilometer. Koubia gränsar till Tougue Prefecture, Labe Prefecture och Mali Prefecture. 
Terrängen i Koubia är kuperad.
Följande samhällen finns i Koubia:
- Koubia